# Ust´-Kułom
Ust´-Kułom (ros. Усть-Кулом) – wieś w Rosji, w Republice Komi, ośrodek administracyjny rejonu ust´-kułomskiego. W 2010 liczyła 5141 mieszkańców, wśród których 1078 zadeklarowało narodowość rosyjską, 69 ukraińską, 4 białoruską, 20 niemiecką, 4 mołdawską, 6 lakijską, 3 tabasarańską, 14 tatarską, 4 baszkirską, 14 czuwaską, 6 azerską, 6 mordwińską, 11 udmurcką, 6 maryjską, 3767 komiacką, 3 komi-permiacką, 5 chantyjską, 4 estońską, a 111 osób nie wskazało żadnej.